# American Vila Soccer
O American Vila Soccer é um clube brasileiro de futebol do Bairro do Jabaquara na cidade de São Paulo, no estado de São Paulo, com sede em Diadema.
Fundado em 31 de agosto de 2015, suas cores são azul e branco.
O nome American Vila Soccer teve origem numa homenagem a vários bairros, dentre eles, Americanópolis, de onde surgiu o American e o Vila, representando as vilas da zona sul de São Paulo. Por trás do clube, que se profissionalizou em 2016, existe também um grande Projeto Social. Nesse mesmo ano, disputou a 1ª Taça Paulista, organizada pela Liga de Futebol Paulista.
Seu Mascote é uma Águia.